# سي إف جي بنك أرينا
سي إف جي بنك أرينا (بالإنجليزية: CFG Bank Arena)‏ سابقًا ساحة المزارع الملكية (بالإنجليزية: Royal Farms Arena)‏ هي ساحة متعددة الأغراض في بالتيمور، ماريلند، الولايات المتحدة.